# 帕里西地区科尔梅耶
帕里西地区科尔梅耶（法語：Cormeilles-en-Parisis，法語發音：[kɔʁmɛj ɑ̃ paʁizi] ⓘ）是法国法蘭西島大區瓦兹河谷省的一个市镇，属于阿让特伊区。

## 地名
该地名“Cormeilles-en-Parisis”中地名“Parisis”发音为[paʁizi]而非[paʁizis]，末尾字母“s”不发音，《世界地名译名词典》选择将该地名纯音译却误译作“科尔梅耶-昂帕里西斯”。

## 地理
帕里西地区科尔梅耶（48°58'23"N, 2°12'2"E）面积8.48 平方千米，位于法国法蘭西島大區瓦兹河谷省，该省份为法国北部内陆省份，北起瓦兹省，西接厄尔省，南至塞纳-圣但尼省、上塞纳省和伊夫林省，东临塞纳-马恩省。
与帕里西地区科尔梅耶接壤的市镇（或旧市镇、城区）包括：蒙蒂尼莱科尔梅耶、阿让特伊、迈松拉菲特、薩特魯維爾、弗朗孔维尔、塞纳河畔拉弗雷特、薩努瓦。
帕里西地区科尔梅耶的时区为UTC+01:00、UTC+02:00（夏令时）。

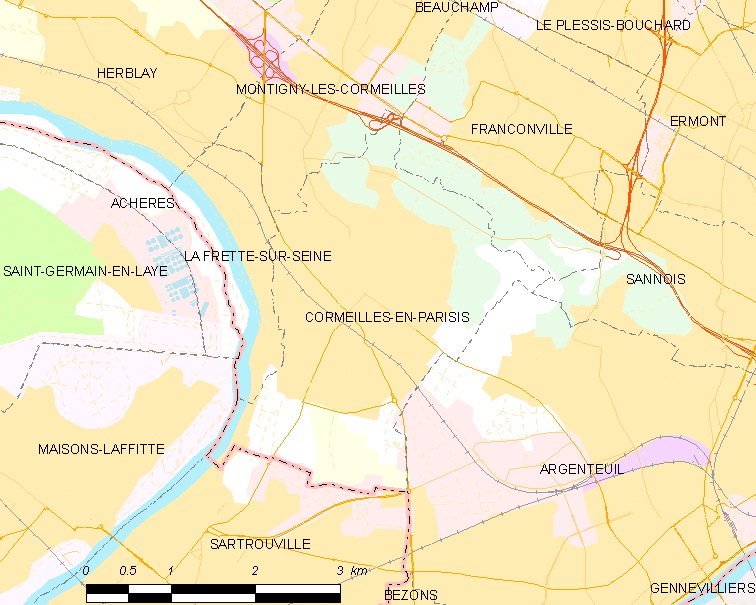
帕里西地区科尔梅耶的OSM定位图

## 行政
帕里西地区科尔梅耶的邮政编码为95240，INSEE市镇编码为95176。

## 政治
帕里西地区科尔梅耶所属的省级选区为弗朗孔维尔县。

## 人口

1962-2008年间帕里西地区科尔梅耶人口变化图示

帕里西地区科尔梅耶于2022年1月1日时的人口数量为27086人。